# 지하철의 소녀
《지하철의 소녀》(프랑스어: Zazie dans le Métro)는 1960년작 프랑스 영화로, 루이 말 감독의 세 번째 장편이다. 레몽 크노의 소설 《지하철 소녀 쟈지》(원제는 같다)를 원작으로 하였으며 카트린 드몽조와 필리프 누아레가 출연하였다.

## 출연진
- 카트린 드몽조 - 쟈지
- 필리프 누아레 - 가브리엘 삼촌
- 위베르 드샹 - 튀랑도
- 카를라 마를리에 - 알베르틴
- 아니 프라텔리니 - 마도
- 비토리오 카프리올리 - 트루스캘롱
- 자크 뒤필로 - 페르디낭 그레두
- 이본 클레슈 - 마담 무아크
- 오데트 피케 - 쟈지의 엄마
- 니콜라 바타유 - 페도르
- 앙투안 로블로 - 샤를
- 마르크 돌니츠 - M. 쿠케티